# Fenimorea petiti
Fenimorea petiti é uma espécie de gastrópode do gênero Fenimorea, pertencente a família Drilliidae.